# Делта (география)
Вижте пояснителната страница за други значения на Делта.
Делтата е вид речно устие, характеризиращо се с разделящи се речни ръкави, преди да бъде достигнат водният басейн, в който реката се влива. Наречена е така поради приликата с гръцката буква Δ (делта). (Другият основен вид речно устие се нарича естуар, при който реката направо се влива във водния басейн.)

## Образуване
Делтата се образува в резултат от сложното взаимодействие между речния отток, морското вълнение, приливите и отливите и крайбрежните течения. Формирането на делта в условията на маловодие започва с възникването на къси приустиеви пясъчни коси и подводни плитчини в самото устие или плитчини (бари) в морето, в близост до устието. По време на пълноводие подводните плитчини в устието и в морето постепенно се превръщат в ниски пясъчни острови, разделящи коритото на реката на отделни ръкави. от своя страна морските вълни изграждат от носеният от реките наносен материал брегови валове, ограждащи морския край на делтата. Благоприятни условия за бързото развитие на делтите са: обилие от речни наноси, понижение на нивото на водоема или тектонско издигане на брега, разположението на устието във върха на залива или в лагуна (т.н. блокиращи делти), а също и плиткостта на басейна, където се влива реката. Препятствия за образуването на делта създават проливно-отливните и крайбрежните морски течения и бързото повишаване нивото на водоема или бързото тектонско понижение. Скоростта на нарастването на делтата се колебае в широки граници – от няколко метра до стотици метра годишно. Например при стабилното състояние на Каспийско море от 1863 до 1914 г. линейното нарастване на делтата на река Волга е съставлявало 94 m годишно, а за периода от 1930 до 1940 г. – до 0,7 – 1 km годишно.

## Видове делти
Растящите във върховете на заливите делти носят името запълваща делта, делтите по откритите морски брегове – подвижна делта. По начина на образуване и по стадия си на развитие се различават: клюнообразна делта (река Тибър), ветрилообразна делта (река Нил), островърха делта (река Мисисипи), блокираща делта (по бреговете на полуостров Камчатка), удължена делта – с открит и закръглен морски край (река Нигер), многоостровна делта (река Волга). При малко количество на наносите и при понижение на нивото на морето речните ръкави се врязват в наслагите, изграждащи приустиевите участъци на сушата и образуват врязана делта (река Нева). Делтите на големите реки достигат големи размери: Ганг (105 600 km²), Амазонка (100 000 km²), Лена (45 500 km²), Инд (41 400 km²), Меконг (40 600 km²), Мисисипи (28 600 km²), Нил (24 000 km²), Волга (19 000 km²). Други големи делти са на реките Дунав, Рейн, Нигер, Ориноко.
Плодородните почви и голямото овлажняване определят високата ценност на земите в делтите и се явяват райони на интензивно земеделие още от дълбока древност (делтите на Нил, Хуанхъ, Ганг и др.). в повечето случаи ялата делта образува екосистема от животински и растителни видове.